# پروپیل بنزوات
پروپیل بنزوات (به انگلیسی: Propyl benzoate) با فرمول شیمیایی C۱۰H۱۲O۲ یک ترکیب شیمیایی با شناسه پاب‌کم ۱۶۸۴۶ است. که جرم مولی آن ۱۶۴٫۲۰۱ g/mol می‌باشد. شکل ظاهری این ترکیب، مایع روغنی بی‌رنگ است.